# Miss Venezuela 1973
El Miss Venezuela 1973 fue la vigésima (20.º) edición del certamen Miss Venezuela, celebrada en el Club de Suboficiales de las Fuerzas Armadas en Caracas, Venezuela, el 10 de julio de 1973. La ganadora fue Desirée Rolando, Miss Carabobo. El certamen fue producido y transmitido en vivo por Venevisión. 

## Resultados
| Resultado Final                   | Candidata                            |
| --------------------------------- | ------------------------------------ |
| Miss Venezuela 1973               | - Carabobo — Desirée Rolando         |
| Miss Mundo Venezuela 1973         | - Zulia — Edicta García              |
| Miss Internacional Venezuela 1973 | - Táchira — Hilda Carrero (†)        |
| 3° Finalista                      | - Distrito Federal — Cecilia Ramírez |
| 4° Finalista                      | - Barinas - Bettina Rezich           |

### Premios especiales
- Miss Fotogénica — Hilda Carrero (†) (Miss Táchira)
- Miss Simpatía — Marina Chópite (Miss Anzoátegui)
- Miss Amistad — Ana Julia Osorio (Miss Nueva Esparta)

## Concursantes
| - Miss Amazonas — Liliana Julio - Miss Anzoátegui — Marina Lourdes Chópite González - Miss Apure — Maria Nelly Zerpa - Miss Barinas — Beatriz Bettina Rezich - Miss Bolívar — Marlene Manrique - Miss Carabobo — Anna Paola Desirée Facchinei Rolando - Miss Departamento Vargas — Estrella Iasiello - Miss Distrito Federal — Ana Cecilia Ramírez Padrón | - Miss Guárico — Zully Tairi Chiarmelo Flores - Miss Miranda — Hazel Leal Lovera - Miss Monagas — María Antonieta Fini Lucani - Miss Nueva Esparta — Ana Julia Osorio - Miss Sucre — Damarys Ruiz (†) - Miss Táchira — Hilda Elvira Carrero De Abreu (†) - Miss Zulia — Edicta de los Ángeles García Oporto |

## Participación en concursos internacionales
- Desirée Rolando viajó a Atenas, Grecia para competir en el Miss Universo 1973, pero no logró clasificar aunque era una de las grandes favoritas.
- Edicta García compitió en el Miss Mundo 1973, celebrado en Londres, Inglaterra. No clasificó entre las finalistas.
- Hilda Carrero compitió en el Miss Internacional 1973 (celebrado en Tokio, Japón) donde se posicionó dentro de las 15 semifinalistas. Posteriormente viajó a Manizales, Colombia al Reinado Internacional del Café 1974 donde quedó como Virreina. Finalmente asistió al certamen Miss Ámbar del Mundo celebrado en Santo Domingo, República Dominicana en 1977 y allí se colocó dentro de las finalistas.
- Cecilia Ramírez fue 2.ª finalista en el Miss Young Internacional 1974 en Japón.
- Bettina Rezich ganó el Miss Turismo Centroamericano y del Caribe 1973 en República Dominicana.
- Liliana Julio ganó el Miss Caribe Internacional 1972 en Venezuela.

## Eventos posteriores
- Desirée Rolando (Carabobo) fue una reconocida modelo; es abogada y trabajó como animadora y locutora en diversos programas de la TV venezolana.
- Hilda Carrero (Táchira) terminó siendo reconocida internacionalmente como una de las actrices venezolanas más populares de las décadas de los años 70 y 80 y también hizo una corta carrera como animadora. Falleció en Caracas el 28 de enero de 2002 a causa de un terrible cáncer que le fue diagnosticado en 1997.
- Cecilia Ramírez (Distrito Federal) se destacó como modelo, locutora y periodista. En la actualidad, trabaja como reportera en el programa Primer Impacto de la cadena estadounidense Univisión.
- María Nelly Zerpa (Apure) fue, como dato curioso, la concursantante más bajita de la historia del concurso ya que apenas medía 1.50 m de estatura, evidentemente esto realzó la peculiaridad de esa edición.
- Damarys Ruiz (Sucre) fue una reconocida modelo y abogada y, posteriormente, ejerció como fiscal en el Ministerio Público. Además, se convirtió al budismo y se volvió vegetariana. En 2005, 32 años después del concurso, el programa 100% Venezuela de Televen mostró un reportaje en el cual se conoció que ella se encontraba en estado de indigencia desde hacía varios años debido a que uno de sus hermanos, además de ejercer violencia intrafamiliar contra ella, la despojó de su casa y, al no encontrar ayuda por parte de sus familiares, amigos y otras autoridades, terminó viviendo en la calle y deambulaba en los alrededores de Parque Central y Bellas Artes vendiendo bisutería y artesanía hecha por ella misma para subsistir. Ruiz falleció en un parque de Caracas el 9 de mayo de 2015, estando aún en situación de calle, y su cuerpo estuvo depositado durante 15 días en la morgue del Hospital Vargas hasta que un familiar finalmente lo retiró. La causa de su muerte fue provocada por una Sepsis Respiratoria.